# Make Me Pure
"Make Me Pure" es una canción del cantante británico de pop Robbie Williams, lanzada como el segundo sencillo de su álbum de Intensive Care a finales de 2005 y principios de 2006. Fue escrita por Robbie Williams, Stephen Duffy, y Chris Heath. Fue lanzado por primera vez en Nueva Zelanda y Australia sólo como un sencillo promocional destinado a la publicidad del álbum. Un video fue filmado con Williams realizar en un taller, sin embargo, su rendimiento era pobre, con especial atención en el debut de Williams del sencillo "Tripping" de ese álbum. Fue presentado en copias físicas del sencillo "Tripping ".
La canción trata Williams pidiendo a Dios que lo hagan puro más tarde en su vida. El coro es una traducción de una línea de San Agustín de Hipona, Da mihi castitatem et continentiam, sed noli modo!. Dado el uso anterior del cantante de James Bond como una fuente de inspiración en Millenium, que puede ser significativo que las cotizaciones de bonos de esta línea a sí mismo en la novela Goldfinger (en la forma "¡Oh Señor, dame castidad. Pero no se dan todavía!")

## Tabla de éxito
"Make Me Pure" alcanzó el número quince en los Países Bajos, a pesar de que nunca había sido lanzada como sencillo. Debido al Airplay de la canción del lado B del sencillo "Tripping", alcanzó el Top 40 holandés, cuando al mismo tiempo, "Tripping" y "Advertising Space" fue Top-40 hits.
En México, la canción fue lanzada entre "Advertising Space" y "Sin Sin Sin" para llenar el hueco que queda entre estos sencillos, la canción fue muy popular en la radio llegando al puesto n.º 27, aunque el Airplay del video no fue muy buena la canción alcanzó número diecinueve en ventas digitales.